# Ескадрені міноносці типу «I»
Ескадрені міноносці типу I (англ. I-class destroyer) — клас військових кораблів з 13 ескадрених міноносців, що випускалися британськими суднобудівельними компаніями з 1937 по 1942 роки. Ескадрені міноносці цього типу входили до складу Королівського військово-морського флоту Великої Британії та ВМС Туреччини. Есмінці використовувалися протягом Другої світової війни, у морських боях та битвах було втрачено 7 кораблів цього типу.
Цей тип британських ескадрених міноносців відносився до дев'ятої серії міжвоєнних британських серійних есмінців (так звані «стандартні» есмінці).

## Ескадрені міноносці типу «I»

### Королівський військово-морський флот Великої Британії
| Корабель    | Номер вимпелу                                           | Виготовлювач                         | Закладено       | Спущено           | У строю        | Статус |
| ----------- | ------------------------------------------------------- | ------------------------------------ | --------------- | ----------------- | -------------- | --- |
| «Інглефілд» | D02 (лідер ескадрених міноносців ескадрених міноносців) | Cammell Laird, Беркенгед             | 29 квітня 1936  | 15 жовтня 1936    | 25 червня 1937 | потоплений німецькою бомбою, що планерує, Hs 293 в районі Анціо 25 лютого 1944                                                  |
| «Інтрепід»  | D10                                                     | J. Samuel White, Коуз                | 13 січня 1936   | 17 грудня 1936    | 29 липня 1937  | отримав серйозні пошкодження під час бомбардувань німецькою авіацією у острова Лерос в Егейському морі; 27 вересня 1943 затонув |
| «Аймоген»   | D44                                                     | Hawthorn Leslie and Company, Геббурн | 18 січня 1936   | 30 грудня 1936    | 2 червня 1937  | затонув після зіткнення з легким крейсером HMS «Глазго» в районі Оркнейських островів 16 липня 1940                             |
| «Імпіріал»  | D09                                                     | Hawthorn Leslie and Company, Геббурн | 22 січня 1936   | 11 грудня 1936    | 30 червня 1937 | в результаті важких пошкоджень від нальоту італійської авіації був затоплений есмінцем «Хотспар» 29 травня 1941                 |
| «Ісіс»      | D87                                                     | Yarrow Shipbuilders, Глазго          | 6 лютого 1936   | 12 листопада 1936 | 2 червня 1937  | 22 липня 1944 року підірвався на мінному полі поблизу узбережжя Нормандії та затонув                                            |
| «Айвенго»   | D16                                                     | Yarrow Shipbuilders, Глазго          | 12 лютого 1936  | 11 лютого 1937    | 24 серпня 1937 | 1 вересня 1940 року підірвався на мінному полі поблизу острову Тесел (Нідерланди) та був затоплений есмінцем «Кельвін»          |
| «Айлекс»    | D61                                                     | John Brown & Company, Клайдбанк      | 16 березня 1936 | 28 січня 1937     | 7 липня 1937   | проданий на металобрухт 1946, розібраний 1948                                                                                   |
| «Ікарус»    | D03                                                     | John Brown & Company, Клайдбанк      | 9 березня 1936  | 26 листопада 1936 | 1 травня 1937  | 26 жовтня 1946 року проданий на металобрухт                                                                                     |
| «Імпульсів» | D11                                                     | J. Samuel White, Коуз                | 9 березня 1936  | 1 березня 1937    | 29 січня 1938  | 22 січня 1946 року проданий на металобрухт                                                                                      |

### Військово-морські сили Туреччини
| Корабель      | Номер вимпелу | Виготовлювач                          | Закладено       | Спущено        | У строю        | Статус |
| ------------- | ------------- | ------------------------------------- | --------------- | -------------- | -------------- | --- |
| «Інконстант»  | H49           | Vickers-Armstrongs, Барроу-ін-Фернесс | 24 травня 1939  | 24 лютого 1941 | 26 січня 1942  | закладений для ВМС Туреччини, як TCG Muavenet; придбаний британським урядом 14 листопада 1941, повернений Туреччині 9 березня 1946, продано на злам в 1960                                                                                                |
| «Ітуріель»    | H05           | Vickers-Armstrongs, Барроу-ін-Фернесс | 24 травня 1939  | 15 грудня 1940 | 3 березня 1942 | закладений для ВМС Туреччини, як TCG Gayret (1940); придбаний британським урядом у 1941; 28 листопада 1942 пошкоджений німецькими бомбардувальниками біля мису Бон, викинувся на мілину, офіційно списаний 27 лютого 1943, продано на злам 25 серпня 1945 |
| «Султанхісар» |               | William Denny and Brothers, Дамбартон | 21 березня 1939 | 17 грудня 1940 | 28 червня 1941 | розібраний на металобрухт 1960 |
| «Демірхісар»  |               | William Denny and Brothers, Дамбартон | 1939            | 1941           | 1942           | розібраний на металобрухт 1960 |